# Niclas Weiland
Niclas Weiland (* 22. Juli 1972 in Hannover) ist ein ehemaliger deutscher Fußballspieler.
Der Offensivspieler, der wie sein jüngerer Bruder Dennis und Christof Babatz, sein späterer Mitspieler beim 1. FSV Mainz 05, aus der Jugendabteilung von Germania Grasdorf stammt, debütierte 1990 als 17-Jähriger beim damaligen Zweitligisten Hannover 96. In seinem zweiten und dritten Einsatz erzielte der Stürmer seine ersten Tore. Im Jahre 1994 verließ Weiland Hannover und schloss sich dem FC St. Pauli an. Nachdem er sich dort nicht durchgesetzt hatte, kehrte er 1995 zu Hannover 96 zurück und verließ den Verein ein Jahr nach dem Abstieg aus der 2. Bundesliga wieder. Bei seinem neuen Verein, dem Regionalligisten Rot-Weiß Oberhausen, spielte Weiland zum ersten Mal mit seinem Bruder in einer Mannschaft. Beide Weilands blieben aber nur ein Jahr. Niclas Weiland wechselte 1998 zum Zweitliga-Aufsteiger Tennis Borussia Berlin.
Im Jahre 2001 wurde Weiland wie sein Bruder vom damaligen Zweitligisten 1. FSV Mainz 05 unter Trainer Jürgen Klopp verpflichtet, mit dem er 2004 in die Bundesliga aufstieg. In der ersten Mainzer Bundesliga-Saison zählte er zu den gefährlichsten Offensivspielern der Mannschaft. Im zweiten Jahr verlor der von zahlreichen Blessuren geplagte Weiland seinen Stammplatz. Mit seinem Vertragsende im Sommer 2006 beendete er seine Laufbahn.
Im Frühjahr 2011 machte Weiland einen Lehrgang zum Fußballtrainer (B-Lizenz) beim Südwestdeutschen Fußballverband. Außerdem absolvierte er nach seinem Karriereende ein Sportstudium und hält einen Master in Sportwissenschaften. Er arbeitet in einer Praxis für Physiotherapie in Mainz-Kostheim.